# Gymnothorax castaneus
Gymnothorax castaneus  (лат.) — вид лучепёрых рыб из семейства муреновых, описанный в 1883 году американскими ихтиологами Дэвидом Старром Джорданом и Чарльзом Генри Гилбертом. Включён в Международную Красную книгу МСОП.
Достигает длины 150 см. Обитает на глубинах от 3 до 36 м. Питается главным образом ракообразными и рыбами.

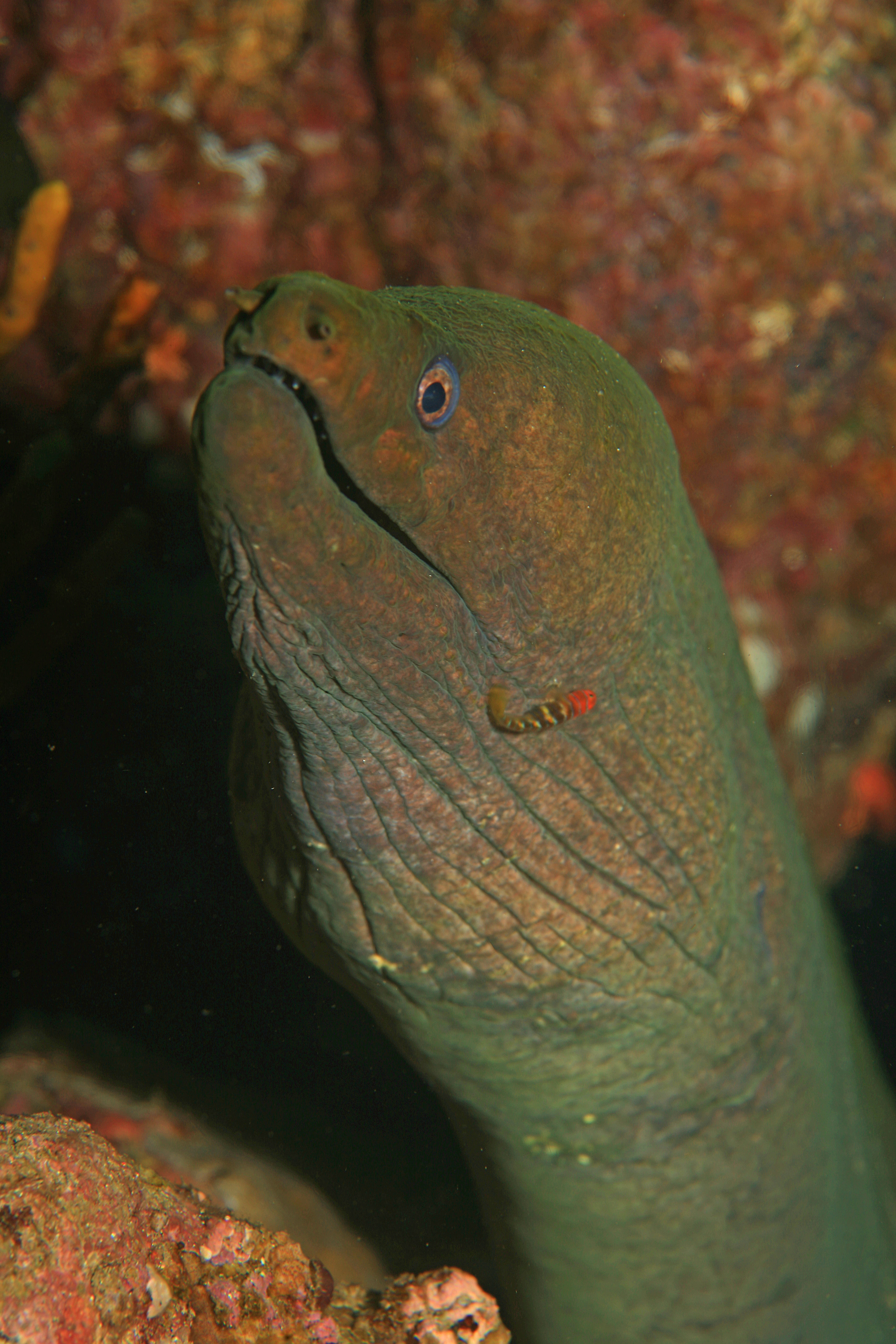
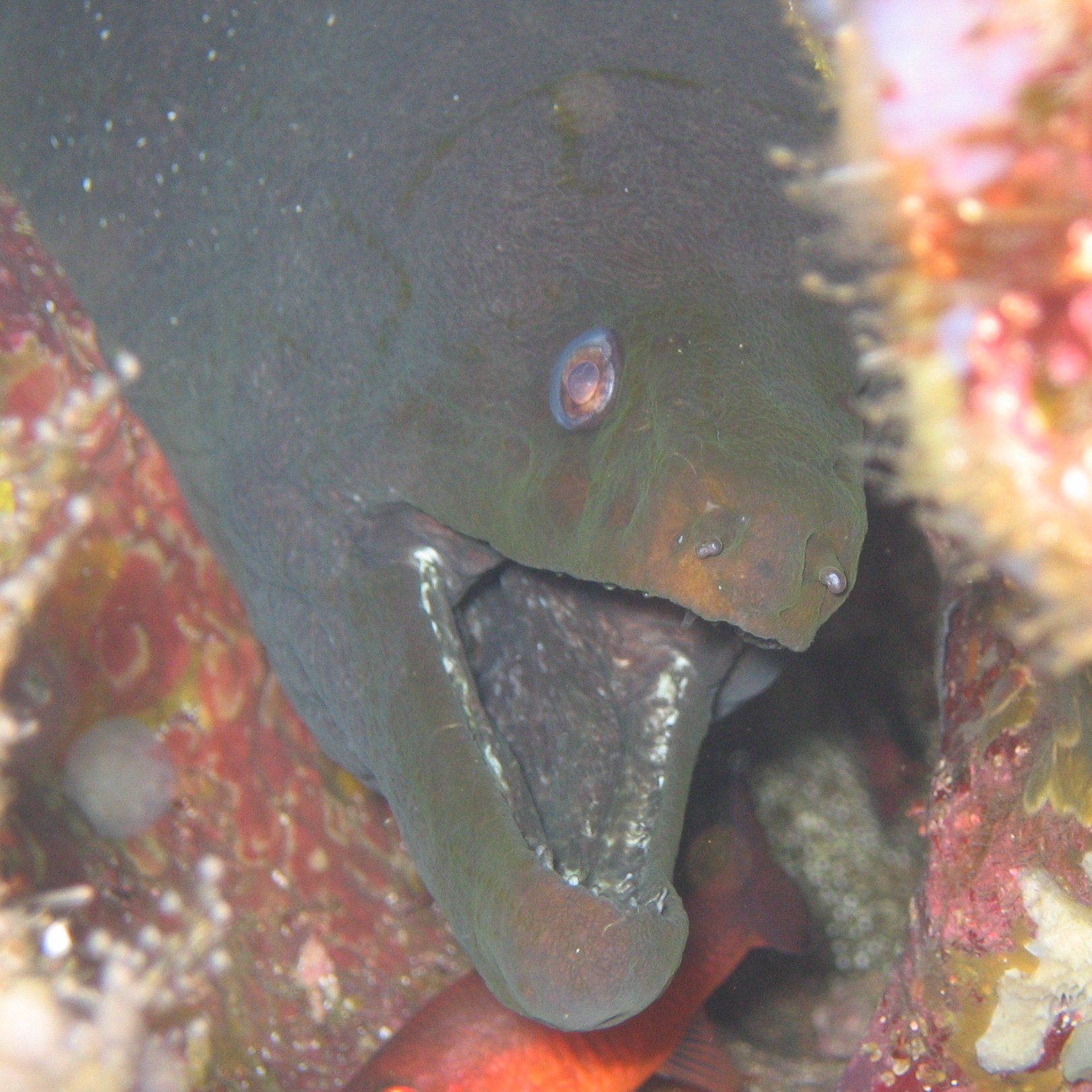

## Распространение
Встречаются в тропических водах восточной части Тихого океана от Калифорнийского залива (центральная Мексика) и от побережий Гватемалы, Гондураса, Коста-Рики, Никарагуа, Панамы, Сальвадора до Колумбии, Эквадора, включая Кокосовые и Галапагосские острова, а также острова Ревилья-Хихедо и Мальпело.